# Otto Taubmann
Otto Taubmann, född 8 mars 1859 i Hamburg, död 4 juli 1929 i Berlin, var en tysk musiker.
Taubmann studerade vid Dresdens musikkonservatorium och var under en följd av verksam som opera- och konsertdirigent. Från 1895 var han verksam i Berlin som musikpedagog vid musikhögskolan där och som musikkritiker. Han komponerade kyrkomusik och världsliga körverk; särskild uppmärksamhet väckte hans Deutsche Messe (1898).